# Донигал (залив)
Донигал (на английски: Donegal, на ирландски: Bá Dhún na nGall) е залив на Атлантическия океан, на северозападното крайбрежие на остров Ирландия. Дължина 39 km, ширина на входа 35 km, дълбочина 50 – 79 m. За западна граница на залива се приема линията между носовете Росан на север и Роскира на юг, преминаваща през малкия остров Инишмари. Крайбрежието му е хълмисто, изобилстващо от езера. Бреговата му линия е силно разчленена от множество по-малки защитени заливи и полуострови. В него се вливат много реки, най-големи от които са Еске, вливаща се в североизточната му част при град Донигал и Ерн – в югоизточната му част при град Балишанон. Приливите са полуденонощни с височина до 4,7 m. Най-големи градове и пристанища са Донигал, Балишанон и Бандоран.